# Dispraxia verbal del desarrollo
La dispraxia verbal es un trastorno en cual los niños tienen un problema con la pronunciación de sonidos, sílabas y palabras. No es un resultado de la debilidad muscular ni la parálisis. El cerebro tiene problemas al planear de mover las partes del cuerpo (los labios, la mandíbula y la lengua) que se necesitan para hablar. El niño sabe que quiere decir pero tiene dificultad con la coordinación de los movimientos musculares para decir las palabras. La causa exacta de este desorden no se sabe. Algunas observaciones sugieren una causa genética porque muchos con el desorden tiene una historia familiar de desórdenes comunicacionales. Ya no se puede ser curada, pero con intervención adecuada e intensiva, personas con este desorden pueden mejorar significativamente.

## Características
Hay tres características que diferencian la dispraxia verbal y otros desórdenes. Estas características son:
- "Errores inconsistentes con respecto a consonantes y vocales cuando el niño trata de repetir las sílibas y palabras.
- Transiciones coarticulatorias entre sonidos y sílabas son alargadas.
- Una prosodia inapropiada, especialmente con la realización de énfasis frasal o léxico."[3]
- Inconsistencia en los patrones de errores de articulación.
- Modelos desviantes durante el desarrollo del habla.
- Progreso muy lento durante el tratamiento.
- Etapas de apreciable ininteligibilidad.
- Errores en los sonidos del habla.
- Faltas en la articulación de vocales.
- Esfuerzos, tanteos o titubeos en la producción de algunos fonemas.
- Problema para producir fonemas aislados o secuencias.
- Fallos en la ejecución, en aislar y secuenciar movimientos orales.

Aunque dispraxia verbal es de desarrollo, no va a desaparecer cuando los niños tengan más años. Niños con este desorden no siguen modelos típicos de adquisición de lenguaje y necesitarán la intervención para progresar.

## Causas
La dispraxia verbal es un trastorno motor, significa que el problema se localiza al cerebro y las señales cerebrales, no la boca. Con la mayoría de casos, la causa es desconocida. Causas posibles incluyen síndromes y trastornos genéticos.
Además, la mayoría de los casos de dispraxia verbal no tiene causas definidas. Sin embargo, se sabe que es un trastorno neurológico adquirido antes de nacer, durante el nacimiento o por algún daño cerebral durante su infancia. Estas alteraciones podrían estar condicionadas por anomalías genéticas.

## Diagnóstico
La dispraxia verbal puede ser diagnosticada por una terapia del lenguaje a través de pruebas espicíficas que miden los mecanismos orales del habla. Estas pruebas incluyen tareas como soplando, lamiendo los labios, elevando la lengua y un examen de la boca también. Una prueba completa incluye la observación del enfermo hablando y comiendo. Una diagnosis de dispraxia verbal no es posible para niños de 2 años o menos. Aun cuando el niño tenga 2-3 años, un diagnóstico claro no siempre puede ocurrir porque, a esta edad, quizás no podrán enfocar ni cooperar con las pruebas diagnósticas.

## Tratamiento
No hay cura para la dispraxia verbal pero con intervención adecuada e intensiva, las personas con este desorden pueden mejorar significativamente.
Se necesitan diversas formas de terapia que varían según las necesidades del paciente. Típicamente, el tratamiento incluye terapia uno a uno con una terapia del lenguaje.  Con respecto a los niños con el trastorno, la consistencia es un elemento esencial. La consistencia en forma de comunicación, tanto como el desarrollo y uso de comunicación oral son muy importantes para ayudar a un niño con el proceso de aprendizaje del habla.
Muchos de los enfoques a la terapia no se confirman por evidencia exhaustiva. Sin embargo, los aspectos de tratamiento que suelen ser acordados son:
- Tratamiento tiene que ser intensivo y sumamente individualizado, con aproximadamente 3-5 sesiones de terapia cada semana.
- Un máximo de 30 minutos cada sesión es lo mejor para niños juveniles.
- Principios de la teoría de aprendizaje motor y práctica intensiva parecen ser los más efectivos.
- Terapia motora oral sin hablar no es necesario ni suficiente.
- Terapia multi-sensorial quizás sería beneficioso:[8] el uso del lenguaje de señas, imágenes, avisos visuales y comunicación alternativa y aumentativa quizá sea útil.[4]